# Brianeitor
Brian Albacete Oliver, més conegut com a Brianeitor, és un actor, youtuber i streamer. Va ser nominat a Premi Goya al millor actor revelació pel seu paper a la pel·lícula Campeonex.

## Biografia
Brian Albacete Oliver va néixer l'11 de maig de 2002 a El Ejido, Almeria. Després d'un mes del naixement de Brian, la seva mare va morir d'un vessament cerebral, i cinc mesos després, va ser diagnosticat d'espina bífica i atròfia muscular degenerativa, condició genètica que afecta els nervis i que provoca que tingui una dependència del 87%.

## Cursa
Va començar el 2019 a fer directe a Twitch i resubir-lo a YouTube i TikTok, però la seva popularitat arribaria el 2022 quan jugaria a videojocs com Fall Guys. Les seves partides jugant a aquest videojoc i donant tota mena de consells i trucs van començar a inundar totes les xarxes socials. Gràcies a la seva popularitat, va arribar a més de 2 milions de seguidors a Tik Tok i més de 100.000 a YouTube i Twitch. A finals del 2022, el creador de contingut va fitxar pel Team Heretics, un dels més importants d''e-sports' a Espanya.
La carrera de Brian Albacete va fer un gir inesperat quan va ser seleccionat per interpretar un paper a la pel·lícula Campeonex (2023), la seqüela de l'reeixida Campions dirigida per Javier Fesser. Sense cap experiència prèvia en l'actuació, Brian va assumir el rol d'una estrella dels e-sports, un paper que el va portar a ser nominat al Premi Goya a la categoria de Millor Actor Revelació a la 38a edició d'aquests premis.
La inspiradora història de Brian se contará en La vida de Brianeitor, un documental dirigido por el premiado cineasta Álvaro Longoria. Este documental, grabado en paralelo al rodaje de Campeonex, se presentó el 29 de setembre en el 71 Festival de San Sebastián. La vida de Brianeitor narra la història de superació de Brian i com els videojocs i les xarxes socials han transformat la vida. La pel·lícula està estructurada en dos arcs temporals: els seus 20 anys de vida com Brian i el seu any de vida com a Brianeitor 2002, des que va publicar el seu primer vídeo a xarxes socials.

## Filmografia
- .Campeonex (2023) - Paper: Estrella d'e-sports (interpretant-se a si mateix)